# Cercopemyces messii
Cercopemyces messii es una especie de hongo del orden Agaricales. Fue descubierta en el 2024 en el Parque Nacional Baritú ubicado en los bosques andinos de altura de la región de Yungas, en la provincia de Salta, Argentina.

## Etimología
El nombre específico fue asignado en honor al jugador de fútbol argentino Lionel Messi.

## Características
Cercopemyces messii es de coloración clara. Presenta un basidiocarpo de tamaño mediano a grande. El píleo es amplio y de forma convexa a acampanada, mayormente blanco, con tonalidades naranja pálido sobre el disco. Su superficie es seca y glabrescente, cubierta de escamas verrugosas amplias sobre el disco y escamas flocosas más delicadas dispuestas radialmente. El margen del disco es curvado y con trazas de velo. Laminillas blancas, sinuosas y estrechas, de tamaños variados. Estípite blanco, cilíndrico, central y macizo, ocasionalmente engrosado hacia la base, glabro en el ápice y escamas grandes flocosas de color anaranjado pálido hasta la base. Presenta un leve aroma fungoide, y se desconoce su sabor. 
Basidiosporas hialinas, oblongas y con pequeñas ornamentaciones verrugosas. Basidios con cuatro esterigmatos y claviformes, con contenido granular. Trama hialina laminar compuesta por hifas paralelas y cilíndricas entretejidas, algunas con forma de "H" y otras con forma de "Y". 

## Hábitat
Cercopemyces messii puede ser solitario a gregario, usualmente abundante. Crece en grupos sobre el suelo, entre la hojarazca, cerca de la base de especies de Cedrela (Meliaceae).

## Relaciones Filogenéticas
La especie Cercopemyces messii forma un grupo monofilético junto con las demás especies de Cercopemyces, con Ripartitella como grupo hermano y Cystodermella como grupo hermano de ambos géneros. 